# Per Walsøe
Per Louis Walsøe (født 8. juni 1943, død 11. maj 2024) var en dansk jurist samt tidligere advokat, højesteretsdommer og badmintonspiller.

## Biografi
Per Walsøe blev cand.jur. fra Københavns Universitet i 1969. I studieårene medvirkede han i en oplysende tv-programrække på DR TV kaldet Retten er sat, som juraprofessor W.E. von Eyben stod bag. Her indtog Per Walsøe en hovedrolle, idet han ifølge von Eyben besad en i særklasse skarp juridisk forståelse.
Han drev fra 1974 til 1993 egen advokatvirksomhed, hvor blandt andet Knud Foldschack var ansat som advokatfuldmægtig. Kontoret skilte sig ud fra andre i branchen ved at have samme timeløn for såvel advokater som rengøringsassistenter. Når han mødte i Højesteret afviste han at bære den obligatoriske dommerkappe og blev mødt med en trussel om indberetning. Det hindrede dog ikke, at han i 1993 søgte stillingen som højesteretsdommer. Han fik embedet som den første advokat nogensinde og besad det frem til 2013.
Som advokat var han specialist i ansættelsesret, men førte også andre markante sager. Han var blandt andet forsvarer for orlogskaptajn Henning G. Olsen, der i 1982 fra fregatten Peder Skram affyrede det såkaldte hovsa-missil, der endte i et sommerhusområde i Lumsås. Fra midten af 1980'erne til 1993 forsvarede han også de tvangsflyttede Thule-fanger. Det var også Per Walsøe, der forsvarede Københavns byplanborgmester Villo Sigurdsson (VS) i Højesteret, da overborgmester Egon Weidekamp (S)havde frataget ham sine sagsområder. I årene 1989-1992 var han formand for Retspolitisk Forening, som han gennem en årrække var aktiv i. I 1994 blev han udpeget til at være formand for en kommission om det grønlandske retsvæsen.
I sit otium var Per Walsøe frivillig i Natteravnene. Han var fraskilt og far til tre.

### Badmintonkarriere
Per Walsøe vandt i 1970 guld ved EM i badminton for herredobule med Elo Hansen. Han vandt også All England i mixdouble med Pernille Mølgaard Hansen i 1970 efter at parret også nåede finalen i 1966 og 1967. De spillede begge i Gentofte Badminton Klub. Han repræsenterede desuden Danmark ved Thomas Cup i 1966-1967, 1969-1970 og 1975-1975.